# Maria João Teles Grilo
Maria João Teles Grilo (Lubango, Angola, 01 de Abril de 1960) é uma arquitecta angolana.

## Biografia
Nascida no Lubango, Angola, em 1960. O seu pai, João Teles-Grilo, fez parte da equipa que projectou a Estrada da Serra da Leba, uma das 7 maravilhas naturais ex-libris de Angola. Foi o seu notável percurso que influenciou o carácter dos trabalhos da arquitecta.
Entre 1979 e 1984, estudou arquitectura na Universidade de Lisboa. Em 2015, na mesma instituição, iniciou o doutoramento em urbanismo com o tema “O léxico do espaço público da cidade informal em Luanda”.
Entre 1994 e 2010, foi professora da disciplina de Projecto de Arquitectura em universidades de Luanda e Lisboa. Ela é membro da União Internacional de Arquitectos (UIA), União Africana de Arquitectos (AUA), Ordem dos Arquitectos de Angola (OAA), Ordem dos Arquitectos Portugueses (OA) e do Conselho Internacional dos Arquitectos de Língua Portuguesa (CIALP).
Fundou, em 2004, o atelier Metapolis - Planeamento, Arquitectura e Consultoria, no qual é actualmente arquitecta-administradora, com obra em Angola e Portugal.

## Abordagem
Tem participado em diversos congressos internacionais, conferências, artigos de revistas, entrevistas e exposições; além de ser co-autora em vários livros de arquitectura.
Os temas mais frequentes das publicações e comunicações de Maria João Teles Grilo, e que são as suas áreas de especialização, são: os projectos e a carreira do arquitecto Vasco Vieira da Costa, a Arquitectura Moderna em Angola, e as cidades informais nas metrópoles dos países em desenvolvimento.

## Carreira
Em 1981, ainda estudante universitária, ela ganhou o Concurso Internacional de Projectos de Estudantes de Arquitectura da União Internacional de Arquitectos que aconteceu em Varsóvia. No último ano da licenciatura, em 1984, ficou em 3.º lugar no concurso "Monumento ao 25 de Abril", em Lisboa.
Em 1994, Barcelona, foi co-autora do livro “Arquitectura del Movimiento Moderno, 1925-1965: Registro Docomomo Ibérico”, publicado pela Fundação Mies van der Rohe. No mesmo ano, começou a dar palestras nos encontros da CIALP e ingressou como assistente convidada na Universidade Lusófona de Humanidades e Tecnologias - onde permaneceu até aos anos 2000.
A lista de participações nos Encontros CIALP vai além da edição de 1994 (Lisboa), conta também com os anos de 1995 (Salvador), 1997 (Luanda), 2003 (Rio de Janeiro) e 2015 (Goa). Em relação ao tão importante Congresso Mundial de Arquitectura da União Internacional de Arquitectos, Maria João Teles Grilo participou das edições de 2002 (Berlim), 2005 (Istambul) e 2008 (Turim).
Em 2002, ganhou o prémio Globo de Ouro com o projecto do stand da Angola Telecom em Luanda. Entre os anos de 2003 e 2006, foi professora na Universidade Privada de Angola. Logo em seguida, ela fundou o seu próprio atelier onde, até os dias actuais, é arquitecta-directora, faz projectos e presta consultorias em diversas áreas da arquitectura e planeamento.
Em 2004, juntou-se à Universidade Lusíada de Angola, onde leccionou durante 2 anos. Entre 2005 e 2007, foi professora na Universidade Agostinho Neto, e de 2009 a 2010 na Universidade Metodista de Angola.
Em 2010 lançou, em co-autoria com Isabel Maria Silva Martins e Roberto Severino López Machado, o livro “Arquitecturas de Luanda”. Ao fim desse ano, participou da Trienal de Arquitectura, em Lisboa, que deu origem ao livro “Falemos de Casas – entre o Norte e o Sul”  e que contou com a sua colaboração.
Em 2011, foi co-autora no livro “La Modernidad Ignorada: Arquitectura Moderna de Luanda” publicado pela Universidade de Alcalá, Madrid. Em 2012, participou como oradora na conferência internacional EWV - Exchanging worlds visions.
Em 2013 e 2014, respectivamente, foi co-autora dos livros “Arquitetura Moderna em África: Angola e Moçambique”, Lisboa, e “Ilha de São Jorge”, Veneza.
Em 2016, em julho, foi oradora na conferência internacional TEDx, em Luanda e no Hybrid Architecture: Case Studies on the African Continent, em Lisboa. Ainda nesse ano, concedeu entrevista no programa Conversas ao Sul do canal televisivo RTP África.
No primeiro semestre de 2018, integrou a mesa redonda do ISCTE – Instituto Universitário de Lisboa sobre o tema Angola – Repatriamento de Capitais. No semestre seguinte, palestrou no II Simpósio e Workshop Internacional da Universidade de Uberaba, em Minas Gerais, Brasil, e na exposição colectiva de arquitectura Emerging Architecture Studios Based in Luanda, em Luanda.
Em 2019, o Restaurante Bessangana, de autoria do seu atelier Metapolis PAC, ganhou o prémio de “Melhor Restaurante” de Luanda. Ainda nesse ano, publicou no Novo Jornal o artigo “Bairro dos Ministérios: o baton da cidade bipolar” e participou, ao lado de Issa Diabaté e outros renomados da área, no XIV Fórum de Arquitectura da Universidade Lusíada de Angola. 
Com a Pandemia de Covid-19, no início de 2020, o 27º Congresso Mundial de Arquitetos da União Internacional de Arquitectos foi adiado, mas a arquitecta fez parte da equipa de revisão e seleção de artigos e projectos. Dentro do assunto "Covid-19", publicou o artigo “Saúde Pública e Saúde Urbana, indissociáveis contra as pandemias” no Novo Jornal e participou de lives e podcasts - com destaque para o podcast "Prototipos do African Mobilities 2.0" (Rizhome - Berlim) e participação na live dos Circuitos Urbanos 2020 (UN HABITAT).

## Principais Projectos
- 2019, Apartamento Martim Moniz, Lisboa, Portugal
- 2018, Restaurante Espaço Luanda, Luanda, Angola
- 2018, Estrutura Cenográfica TEDx - TED (conferência), Luanda, Angola
- 2017, Habitação Cavaleiro, Alentejo Litoral, Portugal
- 2017, Cervejaria Bessangana, Luanda, Angola
- 2016, Chiquitos Café e Boutique, Benguela, Angola[22]
- 2016, Sede da Associação Chá de Caxinde, Lisboa, Portugal
- 2013, Terminal e Estações de Apoio Rodoviário, Angola
- 2013, Parque do Conhecimento, Angola[23]
- 2013, Namibe Bussiness Center, Moçâmedes, Angola[24]
- 2013, Cooperativas de Habitação, Angola[25]
- 2011, Restaurante Poema do Semba do Paulo Flores (cantor), Lisboa, Portugal[26][27][28]
- 2011, Centro Azinom, Moita, Portugal
- 2010, Escolas Modulares, Angola
- 2010, Novas Instalações do Banco Nacional de Angola (edifício), Luanda, Angola
- 2010, Edifício Leba, Lubango, Angola[29]
- 2009, Urbanização Quinta de Santo António, Angola
- 2008, Edifício Paula Pena, Bairro do Sodimo, Luanda, Angola
- 2008, Escritório Compassos, Luanda, Angola
- 2007, Loja Angola Telecom Pelourinho, Luanda, Angola
- 2007, Loja Angola Telecom Kinaxixe, Luanda, Angola
- 2006, Edifício Lopes, Angola
- 2006, Kurika Park, Ilha Serena, Barra do Cuanza, Angola
- 2005, Beureau/BIVAC, Luanda, Angola
- 2004, Sede Siccal, Luanda, Angola
- 2004, Casa de Praia, Futungo, Angola

## Prémios
- 2019 - 6ª edição do Angola Restaurant Week! - Bessangana ganha prémio de “Melhor Restaurante” - Luanda
- 2002 - Globo de Ouro - Stand da Angola Telecom - Luanda
- 1984 - 3º lugar - Concurso "Monumento ao 25 de Abril" - Lisboa
- 1981 - Concurso Internacional de Projectos de Estudantes de Arquitectura - União Internacional de Arquitectos - Varsóvia

## Conferências e Publicações
- Revisão e seleção de artigos e projectos e futura comunicação no 27º Congresso Mundial de Arquitetos da União Internacional de Arquitectos, setembro de 2020 - O congresso a ser realizado no Rio de Janeiro foi adiado de 2020 para 2021 devido ao Covid-19
- Publicação do artigo “Saúde Pública e Saúde Urbana, indissociáveis contra as pandemias” no Novo Jornal, dia 17 de julho de 2020 [30]
- Conferência no XIV Fórum de Arquitectura da Universidade Lusíada de Angola[20] sobre o tema “Transformações Urbanas”, 07 de outubro de 2019 em Luanda
- Publicação do artigo “Bairro dos Ministérios: o baton da cidade bipolar” no Novo Jornal, dia 08 de agosto de 2019 [19]
- Conferência na exposição colectiva de arquitectura Emerging Architecture Studios Based in Luanda, dia 09 de novembro e 2018 em Luanda[31]
- Conferência no II Simpósio e Workshop Internacional: a produção do espaço e suas (Re)significações na cidade contemporânea da Universidade de Uberaba sobre o tema “Auto-construção e Sociedades Hipertexto da Modernidade Líquida”, de 24 a 28 de setembro de 2018 em Uberaba[32]
- Participação na mesa redonda do ISCTE – Instituto Universitário de Lisboa sobre o tema Angola – Repatriamento de Capitais: o que significa e o que esperar? (Parte II), dia 13 de abril de 2018 em Lisboa
- Conferência no Hybrid Architecture: Case Studies on the African Continent sobre o tema “Luanda, Cidade Assíntota – Espaço Público da Cidade Informal”, dia 22 de julho de 2016 em Lisboa
- Conferência na 4ª edição do [TEDx Luanda - Metamorfose sobre o tema "Informal: A Pulsão de Luanda", dia 16 de julho de 2016 em Luanda.[33]
- Conferência no IV Fórum do Conselho Internacional de Arquitectos de Língua Portuguesa (CIALP)[34] sobre o tema "Informalizar o Formal",[35] dia 18 de abril de 2015 em Goa
- Participação na Conferência Internacional EWV: Visões cruzadas dos mundos com apresentação de estudo de caso, dezembro de 2012 na Universidade do Minho em Guimarães
- Participação na Trienal de Arquitectura 2010 - Falemos de Casas - Entre o Norte e o Sul, de 14 de outubro de 2010 a 16 de janeiro de 2011 no Museu Coleção Berardo em Lisboa[36]
- Conferência no Museu Nacional de Antropologia (Angola) sobre o tema "A Mordenidade Ignorada", dia 27 de abril de 2009 em Luanda[37]
- Participação no Fórum Científico da 10ª Sessão do MEDIBAT, organizado pela Ordem dos Arquitectos da Tunísia, de 05 a 07 de março de 2009 em Sfax
- Participação no XXIII Congresso Mundial de Arquitectura da União Internacional de Arquitectos, de 29 de junho a 03 de julho de 2008 em Turim
- Conferência no Colóquio Internacional O Património Urbano e Arquitectónico dos Países de Língua Portuguesa sobre o tema "Arquitectura de Ficção e Oposição em Angola", dia 06 de novembro de 2008 na Universidade Técnica de Lisboa
- Conferência no I Fórum de Arquitectura N.E.A.A.U.D sobre o tema "Mercado do Kinaxixe", outubro de 2006 na Universidade Lusíada de Angola em Luanda[38]
- Participação no XXII Congresso Mundial de Arquitectura da União Internacional de Arquitectos, de 03 a 07 de julho de 2005 em Istambul
- Conferência no IX Encontro do Conselho Internacional de Arquitectos de Língua Portuguesa (CIALP) sobre o tema "Novos Conceitos Urbanos", de 29 de abril a 03 de maio de 2003 no Rio de Janeiro
- Participação no 3º ENCORE (Encontro sobre Conservação e Reabilitação de Edifícios), de 26 a 30 de maio de 2003 no Laboratório Nacional de Engenharia Civil em Lisboa
- Participação no XXI Congresso Mundial de Arquitectura da União Internacional de Arquitectos, de 22 da 26 de julho de 2002 em Berlim
- Conferência no VI Encontro do Conselho Internacional de Arquitectos de Língua Portuguesa (CIALP) sobre o tema "A Alteridade na Arquitectura", de 20 a 25 de outubro de 1997 em Luanda
- Publicação de texto e imagens do Mercado do Kinaxixe do arquitecto Vasco Vieira da Costa[39] no catálogo Arquitectura do Século XX: Portugal[40] da exposição Lisboa-Frankfurt 97
- Conferência no IV Encontro do Conselho Internacional de Arquitectos de Língua Portuguesa (CIALP) sobre o tema "Arquitecturas de Ficção e de Oposição em Angola", de 21 a 25 de novembro de 1995 em Salvador
- Conferência no Congresso Internacional de Arquitecturas de Países de Língua Portuguesa sobre o tema "Vasco Vieira da Costa", 1994 em Lisboa[41]

## Livros
- Co-autora no livro Trabalhos em Curso com o artigo “Informalizar o formal”, 2017, Niterói[42]
- Co-autora no livro Ilha de São Jorge com o artigo “O Moderno Angolano: Vieira da Costa e o léxico contemporâneo”, 2014, Veneza[43]
- Co-autora no livro Arquitetura Moderna em África: Angola e Moçambique com o artigo “Mercado Municipal do Kinaxixe – Os Caminhos Sombreados do Sol”, 2013, Lisboa[44]
- Co-autoria no livro La Modernidad Ignorada: Arquitectura Moderna de Luanda com o artigo “Vasco Vieira da Costa - Los Caminos Sombreados del Sol”, 2011, Madrid[45]
- Co-autora no livro Arquitecturas de Luanda, 2010, Luanda[46]
- Co-autora no livro Arquitectura del Movimiento Moderno, 1925-1965: Registro Docomomo Ibérico com os artigos “Bloque de Vivendas – Unidad Residencial Colectiva” e “Kinaxixe – Mercado Municipal de Luanda”, 1994, Barcelona[47]

## Artigos em Revistas e Jornais
- Artigo “Arquitectos em foco: Maria João Teles Grilo” publicado na plataforma virtual The Sanzala, dia 03 de junho de 2018
- Entrevista “Mais do que crescimento, Luanda precisa de qualidade urbana”[48] publicada no Novo Jornal nº 413 (páginas 06-07), dia 08 de janeiro de 2016
- Menção no artigo “Luanda 1938, um olhar desconhecido?”[49] publicado no Público (jornal) (Secção Cultura páginas 26-27), dia 05 de abril de 2014
- Participação no nº 236 da revista Jornal Arquitectos com o artigo "Mundos Emergentes - Outras Urbanidades"[50] (páginas 110-115), jul/ago/set 2009
- Menção no artigo “Quem quer salvar o Kinaxixe?”[51] publicado no Público (jornal) (Secção P2 página 33), dia 28 de julho de 2008
- Entrevista “Perdemos todos, mesmo os que pensam que não” [52] publicada no Público (jornal) (Secção P2 páginas 06-08), dia 22 de setembro de 2008
- Entrevista “Maria João Grilo e a carência de oportunidades para todos” publicada no nº 2 da revista Arqui&Deco (páginas 08-15), 2007
- Menção no artigo “Homenageado arquitecto Vasco Vieira da Costa” publicado na ANGOP (Secção Sociedade), dia 03 de outubro de 2006
- Participação no nº 38 da revista Rotas & Destinos com o artigo "Turquia: Mosaico das Culturas" (páginas 31-36), julho de 1998
- Participação no nº 28 da revista Austral da TAAG Linhas Aéreas de Angola com o artigo "Arquitecturas de Possessão", 1998
- Participação no nº 27 da revista Austral da TAAG Linhas Aéreas de Angola com o artigo "Arquitectura Colonial", 1998
- Participação no nº 26 da revista Austral da TAAG Linhas Aéreas de Angola com o artigo "História Urbana de Luanda: Do Ciclo Conguês à procura de uma Moderna Identidade", 1998[53]
- Participação no nº 25 da revista Austral da TAAG Linhas Aéreas de Angola com o artigo "Arquitectura Moderna em Luanda", 1998[53]
- Menção no artigo "Reconstrução de Angola já começou – O exemplo de Vieira da Costa" publicado na revista Público Magazine nº 296 (páginas 24-28), dia 12 de novembro de 1995
- Menção no artigo "Arquitectos em Português" publicado na revista Expresso (Portugal) nº 1155 (Sub-secção Cidade páginas 156-157), dia 17 de dezembro de 1994

## Lives, Podcasts e Outros
- Participação na live da UN HABITAT - Circuitos Urbanos 2020[21], com o tema "Bairros Autoproduzidos: compartilhando vivências, reflexões e práticas entre Cidade da Praia, Luanda e Rio de Janeiro", dia 07 de Outubro de 2020
- Participação no podcast Prototipos do African Mobilities 2.0, em conversa com Paula Nascimento sobre "como o conceito “Rhizome” pode ser entendido como uma metodologia e gerador de intervenções alternativas no contexto do planejamento urbano", dia 31 de agosto de 2020
- Participação na live Conversas sobre Cinema na Sete & Meio, com o tema "Perspectivas de Arquitectura", dia 05 de agosto de 2020
- Participação na live Diálogos de Archi na Bloquos Oficial, com entrevista sobre "A vida, a Formação, a Carreira Profissional, Metas e Desafios pessoais e colectivos e questões da actualidade em Angola e no Mundo", dia 13 de maio de 2020
- Entrevista em directo “Pandemia e Cidade”, Programa Janela Aberta, Canal TPA Internacional, dia 27 de abril de 2020
- Participação na Live Video Talk, com o tema "O Impacto do COVID 19 no Habitat, no Urbanismo, nos Equipamentos Públicos, no Comércio Informal", dia 23 de abril de 2020